# Лутохин, Кузьма Иванович
Кузьма́ Ива́нович Луто́хин — воевода Саратова в 1670 году. Его биография и послужной список неизвестны. До нас дошли лишь обстоятельства его смерти: он был схвачен восставшими стрельцами. На следующий день, когда Степан Разин лично вступил в город, Лутохин был казнён (по всей видимости, утоплен). Стрелецкий голова, Тимофей Давыдов, успел бежать из города накануне прихода повстанцев. После этого в городе было установлено самоуправление казаков, глава города при Разине неизвестен. Весь следующий 1671 год Саратов управлялся горожанами и казаками, лишь в 1672 году царём в город был назначен воевода Леонтьев.
Убийство Кузьмы Лутохина упоминается в смертном приговоре Разину. Кузьма Лутохин стал единственным градоначальником Саратова, убитым на своём посту во время восстания.
В 1990 году путепровод в створе улицы Степана Разина в Саратове получил официальное название «мост Кузьмы Лутохина».